# 李政 (成化進士)
李政（1445年—？），字以德，河南南陽府裕州葉縣人，民籍，明朝政治人物。進士出身。

## 生平
早年出身國子生，河南鄉試第六十五名。成化十四年（1478年）戊戌科會試第三百十名，殿試登進士第三甲第四十四名。弘治元年（1488年）閏正月以事降調外任。

## 家族
曾祖父李謹昭。祖父李隆。父亲李英。母韓氏。慈侍下。弟茂、芳、俊。娶彭氏。